# Арсенал (фільм)
«Арсена́л» — український радянський художній чорно-білий німий фільм. Другий фільм української трилогії Олександра Довженка: («Звенигора», «Арсенал», «Земля»).
Це революційна епопея, кінопоема, в основі сюжету якої лежить трагедія національної поразки й робітниче повстання на київському заводі «Арсенал» проти Центральної Ради та військ УНР у січні 1918 року.
Фільм укріпив репутацію Довженка як прорадянського кінорежисера, хоча сам він брав участь у подоланні повстання на боці УНР. З огляду на це «Арсенал» отримав неоднозначні оцінки: від стрічки, де Довженко зрікається незалежної України та свого минулого, до критики українських націоналістів, що не доклали належних зусиль для протистояння більшовикам.
Займає 27-у позицію у списку 100 найкращих фільмів в історії українського кіно.
Подивитися «Арсенал» можна в онлайн-кінотеатрі Довженко-Центру.

## Сюжет
Фільм починається кадрами лих Першої світової війни. В центрі — село, незачеплене бойовими діями, але яке вочевидь потерпає від голоду, чоловіки загинули чи скалічені і тяжка землеробська праця покладається на жінок та вцілілих немічних чоловіків. Кадр зосереджується на нерухомій жінці, що втратила трьох синів. Ситий царський жандарм у той же час нахабно пристає до іншої селянки. Російського царя Миколу II не турбують страждання підданих, він занотовує в щоденник про свої розваги. Однорукий селянин Іван б'є свого худого коня і сам падає безсилий. Напис на екрані повідомляє: «Не туди б'єш, Іване».
На фронті солдати біжать крізь хмару отруйного газу. Вітер змінюється, женучи газ в німецькі окопи, де вояки гинуть з парадоксальною усмішкою на обличчях. У поїзда з солдатами ламаються гальма, пасажири беруться самотужки їх полагодити і їдуть далі, покинувши машиніста. Серед них є таємний більшовик Тиміш. Та невдовзі гармошка випадає з рук одного солдата, поїзд зазнає аварії. Вцілілий Тиміш оглядає уламки та йде назад до Києва.
В кадрі з'являється процесія священників, народ збирається молитися за незалежну Україну. Поряд з іконами несуть портрет Тараса Шевченка. Та карикатурний спів священнослужителів натякає, що молитвами й іконами тут не зарадити. Старий український націоналіст ставить перед «іконою» Шевченка лампаду. Портрет оживає та плює в лампаду, протестуючи проти використання Шевченка в політиці.
Поміж присутніх ходить більшовик Тиміш. Він прибуває на збори Президії Центральної Ради УНР, де вимагає дати слово більшовикам. Українські націоналісти протестують, насміхаються з Тимоша, даючи натомість слово Симону Петлюрі. Тиміш іде, але з наміром повернутись. Голова Ради (ним був Михайло Грушевський, але в титрах не вказаний і в кадрі видно лише його бороду) отримав повідомлення від чорноморських моряків і зачитує його, впевнений у лояльності моряків. Але ті на подив присутніх присягнули на вірність більшовикам. Голова пропонує Раді вважати їхню відповідь помилкою. Погоджуються всі, крім одного чоловіка, який слідом теж боязко погоджується.
Тиміш підбурює робітників заводу «Арсенал» на страйк, що переростає у бій з військами УНР. Більшовицькі війська, попри втрати, наступають на Україну. Гине солдат-більшовик, але поховати його з почестями немає часу. Мотузка, якою обв'язано його труп, гротескно деформує обличчя.
Революціонери підривають броньовик націоналістів, що їде на підмогу в боротьбі з повстанням на «Арсеналі», але це ще не перемога. Одного з них схоплюють і ведуть у підвал на розстріл. У стрільця тремтять руки, тоді один революціонер відбирає в нього пістолет і стріляє йому в око. Та на самому «Арсеналі» повстання зазнає поразки. Більшовиків розстрілюють, один за одним революціонери падають мертві, а їхні дружини й матері запитують де ті зникли. В останнього захисника «Арсеналу», кулеметника Тимоша, закінчуються набої. Він підводиться, готовий загинути, але кулі не беруть його, бо він уособлює весь більшовицький робітничий народ.

## Знімальна група
- Режисер: Олександр Довженко
- Сценарист: Олександр Довженко
- Оператор: Данило Демуцький
- Художники: Йосип Шпінель, Володимир Мюллер
- Композитор: Ігор Белза
- Композитор відновлення: В'ячеслав Овчинников

## Актори

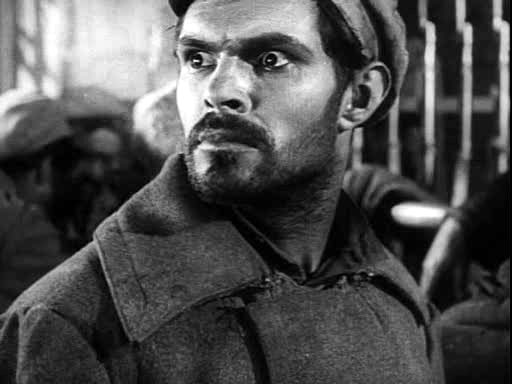
Семен Свашенко в ролі Тимоша

- Семен Свашенко — Тиміш
- Амвросій Бучма — німецький солдат, якого вбито звеселяючим газом
- Дмитро Ердман — німецький офіцер
- Сергій Петров — німецький солдат
- Микола Надемський — старий дід
- Микола Кучинський — Петлюра
- Георгій Хорьков — солдат Червоної Гвардії
- Андрій Михайловський — націоналіст
- Олександр Євдаков — цар Микола ІІ
- Петро Масоха — робітник
- Борис Загорський — мертвий німецький солдат (в титрах не вказаний)
- О. Мерлатті — Михайло Садовський (в титрах не вказаний)
- М. Міхновський — український націоналіст

## Створення
В 1925 році на Одеській кіностудії Лесем Курбасом поставлений фільм «Арсенальці». Через два роки О. Довженко створив свій фільм на ту ж тему на основі сценарію, наданого ВУФКУ учасником подій М. Патлахом під заголовком «Січневе повстання в Києві 1918 року» (сценарій був драматургічно перероблений Довженком). Примітно, що Довженко сам воював 1918 року в петлюрівському війську в курені «чорних гайдамаків», який штурмував київський завод «Арсенал», долаючи підбурене більшовиками повстання проти Центральної Ради.
Це один із найскладніших за формою фільмів Довженка. Знімався 1928 року на Одеській кінофабриці ВУФКУ на камеру кінооператора Данила Демуцького в оригінальних декораціях, створених Володимиром Мюллером.
«Арсенал» вважають одним з найвидатніших експресіоністських фільмів українського кіно. Серед усіх картин режисера він найбагатший на кінематографічні знахідки: пряме авторське втручання в події, провокація глядача, психологічні паузи. Такою ж знахідкою була й праця із запрошеними неакторами. Режисер спілкується особисто з кожним, він провокує і робить так, що неактор забуває про камеру, і не грає, а діє. На роль головного героя Тимоша, червоного робітника заводу, Довженко запрошує Семена Свашенка, який грав раніше в «Арсенальцях» Леся Курбаса. Кінцевою сценою, де обстріляний і, напевне, загиблий герой наступає на ворогів далі й далі, Тимош нагадував Олексу Довбуша, від якого відскакували кулі. Саме цей кадр спонукав до внесення героїчного робітника до списку більшовицьких невмирущих ідолів та спровокував думку, нібито Довженко є найбільш комуністичним з усіх радянських режисерів.
Фільм надіслали у подарунок XVIII з'їздові більшовицької партії (1939 року). Після переглядів у московському Кремлі його похвалив і привітав оплесками сам Сталін.

## Оцінки
- У трактуванні подій фільм виявився неоднозначним. Одні вважали його поступкою владі, яка не припиняла звинувачувати Довженка в націоналізмі, особливо після виходу фільму «Звенигора». Інші вважали картину непрямим закидом націоналістам у тому, що вони втратили Україну, адже сам Довженко був свідком боїв за взяття столиці різними військами, як рядовий армії Української народної республіки. Про події він розповідає з великою достовірністю та щирістю, від чого цей стовідсотково більшовицькій твір не втрачає відчуття щеми автора за втраченим[3].
- Юрій Лавриненко у своїй книзі «Розстріляне Відродження» про цю роботу Довженка пише так[3]:

«Щоб уможливити собі дальшу працю в кіно, Довженко мусив зробити у другому своєму фільмі „Арсенал“ (1929) політичну концесію Москві, змалювавши повстання проти Центральної Ради, яку Довженко сам же і захищав у 1917-18 роках. Ця концесія, як видно це і з натяку в його „Автобіографії“, завдала йому „великого болю“. А проте Довженко показав красномовними експресіоністичними засобами красу і силу української людини, що невмируще стоїть в осередді самої смерті».

- Національна рада американських кінокритиків зарахувала «Арсенал» до п'яти найкращих кінострічок 1929 року, поряд зі «Страстями Жанни Д'арк» Карла-Теодора Дрейєра[5].
- Згідно з Вірою Агеєвою, професоркою Києво-Могилянської академії, в фінальній сцені фільму — розстрілі Тимоша, вбачається символічне самогубство самого Довженка, котрий, наче Тиміш, виходець з середовища українських націоналістів, помирає та зцілюється, воскресаючи вже як більшовик[4].
- «Довженко-центр» у 2021 році відгукувався, що повстання на «Арсеналі» посідає ключове місце в радянському міфологічному сюжеті про мучеництво більшовиків в Україні. Втім, повстання було не так внутрішнім народним бунтом киян проти Центральної Ради, як результатом підбурювання ззовні, виступом проти Центральної Ради російських робітників, організованим більшовиками, що прагнули здобути владу в Україні[6]. «Довженко, захоплений ідеями національного визволення та соціальної революції, виніс події повстання на маргіналії наративу, створивши кінець-кінцем програмний політичний фільм для української інтелігенції по обидва боки барикад громадянської війни»[5].

## Джерело та примітки
1. ↑  Госейко Л., «Історія українського кінематографа. 1896 — 1995», К.: KINO-КОЛО, 2005 р. ISBN 966-8864-00-X
2. ↑  Арсенал. Довженко-Центр. Онлайн (укр.). Процитовано 17 лютого 2025.
3. 1 2 3 4  Довженко «Звенигора». «Арсенал». Українська література в школі (укр.). Процитовано 16 серпня 2021.
4. 1 2 3  Як петлюрівець Довженко "виправляв" біографію. BBC News Україна (укр.). Архів оригіналу за 16 серпня 2021. Процитовано 16 серпня 2021.
5. 1 2 3  Топ 100: Арсенал. Dovzhenko Center (укр.). Архів оригіналу за 31 липня 2021. Процитовано 16 серпня 2021.
6. ↑  Арсенал. Dovzhenko Center (укр.). Архів оригіналу за 16 серпня 2021. Процитовано 16 серпня 2021.